# Daisen-Oki nationalpark
Daisen-Oki nationalpark (japanska: 大山隠岐国立公園?,  Daisen Oki kokuritsu kōen) är en nationalpark i Japan.

## Geografi
Nationalparken har en sammanlagd area på cirka 350,5 km² men är inte ett sammanhängande område utan omfattar flera områden spridda över Shimane, Tottori och Okayama prefekturer i den norra delen av Chugokuregionen.
Parken omfattar tre huvudområden:
- Shimanehalvön (japanska: 島根半島?, Shimane hantou)

Halvön ligger direkt vid Japanska havet och är cirka 65 km lång med en bredd mellan 15 och 20 km. Här ligger berget Sanbe-san (cirka 1126 m) och vid den västra udden finns "Hinomisaki Lighthouse" som med sina 43,65 meter anses vara den högsta fyren i Östasien .
- Daisen (japanska: 大山?, Daisen)

Daisen, Chugokus högsta berg,, en vulkan på cirka 1729 m ö.h, belägen i parkens östra del, ligger centralt i ett område med flera berg där även ytterligare toppar numera ingår i parken. Dessa är bland andra Hiruzengruppen med Kami-Hiruzen (cirka 1200 m) Naka-Hiruzen och Shimo-Hiruzen, Hōbutsu-san (cirka 1005 m) och Kenashi-san (cirka 1900 m).
- Okiöarna (japanska: 隠岐諸島?, Oki-shotō)

Ögruppen är av vulkaniskt ursprung och har en total areal om cirka 346,1 km² och består sammanlagt av 16 öar.

## Historia
Nationalparken grundades den 1 februari 1936 och omfattade då endast Shimanehalvön, Okiöarna och själva Daisenberget. Under åren har parkens omfattning ökat.
Den 10 april 1963 införlivades området kring Hiruzengruppen i parkområdet.
Den 26 mars 2002 införlivades även området kring Hōbutsuberget i parkområdet.